# Jean Pierre Ducasse
Jean-Pierre Ducasse (París, 16 de julio de 1944 - Villeneuve-Loubet, 19 de febrero de 1969) fue un ciclista profesional francés. 

## Trayectoria
Pasó a ser profesional en 1967. Se convirtió en campeón de Francia de ciclo-cross en 1967 y 1968. Asimismo, en 1967 consiguió quedar segundo en la Vuelta a España, habiendo sido líder de la clasificación general. Perdió el maillot amarillo al término da la penúltima etapa, una contrarreloj de 28 km, en beneficio de su líder de equipo Jan Janssen que se llevó finalmente la victoria final.
Murió en compañía de su compañero de equipo Michel Bon, a causa de una intoxicación mientras dormía por las emanaciones de gas de un aparato de calefacción defectuoso en su habitación de hotel.
- Datos: Q616969